# Neustift im Stubaital
Neustift im Stubaital je obec v Rakousku ve spolkové zemi Tyrolsko v okrese Innsbruck-venkov. V obci žije přibližně 4 800 obyvatel.

## Geografie
Neustift leží přibližně 25 km na jih od města Innsbruck v údolí Stubai (Stubaital). Začátek údolí obce tvoří mohutné vápencové masívy, které přechází v zadní části v rulové a žulové vrcholy pokryté věčným ledem se 109 třítisicovkami. Pět ledovců (na západě Tyrolska známých jako Ferner) tvoří velkou ledovcovou lyžařskou oblast o rozloze 15 km², ledovec Stubai.
Obec má rozlohu 249 km². Z toho necelé tři procenta tvoří orná půda, 25 % lesy, 5 % alpské louky a 66 % zabírají ledovce a skály. Obydlená plocha zabírá pět procent z celkové plochy.

### Členění obce
Neustift je svoji rozlohou, po Sölden, druhou největší obcí v Tyrolsku a třetí největší v Rakousku. V katastrálnim území Neustift leží jedna obec Neustift im Stubaital, která dělí na jednotlivé části v údolích:
- Stubaital: Kampl, Pfurtschell, Außerrain, Herrengasse, Neder, Schmieden, Obergasse, Rain, Neustift im Stubaital (hlavní sídlo), Scheibe, Aue, Lehner, Stackler, Autenhöfe a Milders

- Unterbergtal: Schaller, Unteregg, Oberegg, Krößbach, Neugasteig, Gasteig, Volderau, Ranalt a Mutterbergalm

- Oberbergtal: Bichl, Oberberg a Seduck

### Sousední obce
Neustift im Stubaital sousedí s obcemi Sellrain, Sankt Sigmund im Sellrain, Grinzens, Telfes im Stubai, Fulpmes, Längenfeld (okres Imst), Mühlbachl, Trins, Sölden (okres Imst), Gschnitz a obcemí Ratschings, Brenner v Jižním Tyrolsku.

## Ekonomika
Hlavním odvětvím průmyslu je cestovní ruch v oblasti ledovce Stubai a se sdružením Stubai Tirol (zahrnuje Fulpmes, Mieders, Neustift im Stubaital, Schönberg im Stubaital, Telfes im Stubai).
V oblasti obce jsou známé turistické vysokohorské trasy (Stubaier Höhenweg), lanovka Elfer, v období od října do června je možné využívat na 110 km sjezdovek na ledovci Stubai.
V údolí Unterberg začíná poblíž osady Ranalt u nízkého stupňovitého vodopádu Ruetz (katarakt Ruetz) 3,5 km dlouhá turistická trasa Wild Wasser Weg podél říčky Ruetz až k vodopádu Grawa v blízkosti chaty Grava Alm na říčce Sulzau (Sulzenaubach) a dále až k ledovci Stubai. Vodopád Grawa je 180 m vysoký a 85 m široký.

## Znak
Blason: Červený štít se stříbrným břevnem, převýšený kuší se dvěma zkříženými šípy.
Městský znak, udělený v roce 1975, připomíná s páskovým štítem a kuší, že císař Maxmilián zde často pobýval na lovu a nechal postavit první kapli.